# 马塔拉卡
马塔拉卡是巴西帕拉伊巴州的一个市镇。总面积174.398平方公里，总人口6261人，人口密度35.9人/平方公里。